# Crataegus purpurella
Crataegus purpurella — вид квіткових рослин із родини трояндових (Rosaceae).

## Біоморфологічна характеристика
Це густий гіллястий кущ або дерево 2–4 метри заввишки. Нові гілочки ± червоні, голі, 1-річні ± блискучі, від середнього до насиченого коричневого кольору, 2-річні сірі. Колючки на гілочках численні, прямі або злегка вигнуті, 1-річні темно-коричневі, 2-річні майже чорні, тонкі до ± міцні, 2–3.5 см. Листки: ніжки листків 30–40% від довжини пластини, сидяче-залозисті; листові пластини від широко-ромбічної до широко-еліптичної або довгастої форми, 2.5–4 см у час цвітіння, 3.5–4.5(5) см у час зрілості, основа клиноподібна, частки 2 або 3 на кожній стороні, верхівки часток гострі, а краї зубчасті або городчато-пилчасті, нижня поверхня гола, верх запушений у молодості потім ± голий. Суцвіття 6–15-квіткові. Квітки 13–16 мм у діаметрі. Яблука від темно-червоного до червоно-бордового забарвлення спочатку, глибоко-пурпурові коли повністю дозрілі, від еліпсоїдної до субкулястої форми, (9)11–12 мм у діаметрі, голі. Період цвітіння: кінець травня й початок червня; період плодоношення: серпень і вересень.

## Середовище проживання
Зростає на півдні Канади — Саскачеван.
Населяє хмизняки та світлі осикові насадження; на висотах 800–1100 метрів.